# Горіхове Озеро
Горі́хове О́зеро — зоологічна пам'ятка природи загальнодержавного значення в Україні. Розташована в Золотоніському районі Черкаської області, на захід від села Коробівка. 
Площа 25 га. Статус з 1975 року. 
Статус присвоєно для збереження озера на лівому березі Кременчуцького водосховища, яке є місцем поселення бобрів та водоплавних птахів.